# Dimocarpus longan
Longan, żyźnica (Dimocarpus longan) – gatunek rośliny z rodziny mydleńcowatych. Pochodzi z tropikalnych i subtropikalnych obszarów Azji (południowe Chiny, Tajwan, Półwysep Indyjski, Indochiny i Malezja. Nazwa wywodzi się z chińskiego 龍眼 (lóng yǎn), dosłownie oznacza „smocze oko”.

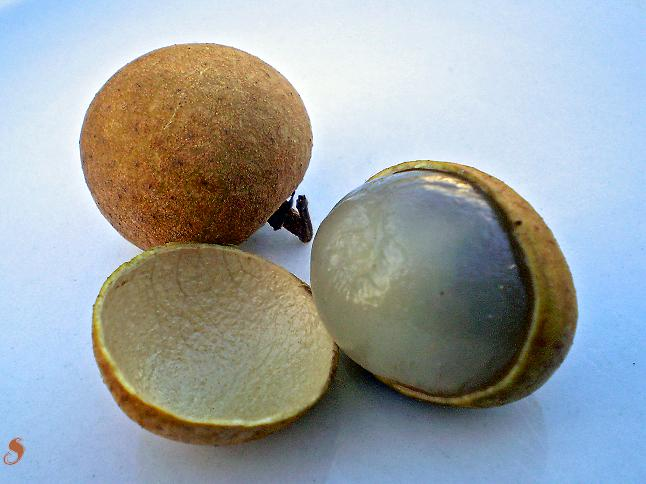
Owoce

## Synonimy
Gatunek ten ma wiele synonimów:
- Euphoria cinerea (Turcz.) Radlk. = Dimocarpus longan subsp. malesianus
- Euphoria longan (Lour.) Steud. = Dimocarpus longan subsp. longan
- Euphoria longana Lam.
- Euphoria malaiensis (Griff.) Radlk. = Dimocarpus longan subsp. malesianus
- Nephelium longan (Lour.) Hook. = Dimocarpus longan subsp. longan
- Nephelium longana (Lam.) Cambess.
- Nephelium malaiense Griff. = Dimocarpus longan subsp. malesianus